# Guillem Jou
Guillem Jou Coll (Llagostera, 15 luglio 1997) è un cestista spagnolo.

## Palmarès
- Liga catalana: 1

Manresa: 2021